# 種田義彦
種田 義彦（たねだ よしひこ）は日本のドラマ、映画プロデューサー。元（株）フジテレビジョン局長職ゼネラルプロデユーサー。
映画制作会社（有）楽映舎のマネージングディレクター兼エグゼグティブプロデューサー。

## 略歴
神奈川県横須賀市出身。立教大学経済学部卒業。
1990年フジテレビに入社。「救命病棟24時シリーズ」をはじめとする数多くのテレビドラマ、「アンフェア」「ストロベリーナイト」「ONE PIECE FILM Z」などの劇映画をプロデュースする一方、「とくダネ!（初代チーフディレクター）」など数々の情報番組、「はねるのトびら」などのバラエティ番組の企画・制作も担当。
映画事業局映画制作部企画担当部長、映画調整部長を経て、コンテンツ事業局次長時代にアニメ事業を統括。
又、CS・配信事業やVR・AR等のデジタル技術による地方創生事業や「志村けんの大爆笑展」などのイベントの企画プロデュースを手がける。
2022年3月31日にフジテレビを退職。同年4月1日より映画制作会社楽映舎のマネージングディレクター兼エグゼグティブプロデューサーとして映画、地上波ドラマ、配信ドラマ等を幅広く企画。現在に至る。

## 作品
テレビドラマ
- 『救命病棟24時(3)』（編成）（2005年1月〜3月）
- 『救命病棟24時　アナザーストーリー』（編成）（2005年3月29日）
- 『実録・小野田少尉　遅すぎた帰還』（企画）（2005年8月）
- 『黒い樹海』（編成）（2005年10月）
- 『キッチン・ウォーズ』（編成）（2006年2月）
- 『さいごの約束』（企画）（2006年4月）
- 『蒼い描点』（編成）（2006年9月）
- 『新宿の母物語』（企画）（2006年12月）
- 『赤い糸』（プロデューサー）（2008年12月）
- 『誰も守れない』（プロデューサー）（2009年1月）

映画
- 『バブルへGO!! タイムマシンはドラム式』（プロデューサー）（2007年2月）
- 『銀色のシーズン』（プロデューサー）（2008年1月）
- 『ホームレス中学生』（プロデュース）（2008年10月）
- 『赤い糸』（プロデューサー）（2008年12月）
- 『誰も守ってくれない』（プロデューサー）（2009年1月）
- 『矢島美容室 THE MOVIE 夢をつかまえネバダ』（プロデューサー）（2010年4月）
- 『僕と妻の1778の物語』（プロデューサー）（2011年1月）
- 『アンフェア the answer』（プロデューサー）（2011年4月）
- 『クロサワ映画2011 笑いにできない恋がある』（プロデューサー）（2011年11月）
- 『ONE PIECE FILM Z』（プロデューサー）（2012年12月）
- 『ストロベリーナイト』（エグゼグティブプロデューサー）（2013年1月）
- 『遺体　明日への十日間』（エグゼクティブプロデューサー）（2013年2月）
- 『ドラゴンボールZ 神と神』（シニアプロデューサー）（2013年3月）
- 『セブンデイズ リポート』（プロデュース）（2014年2月）
- 『バースデー・ワンダーランド』（エグゼグティブプロデューサー）（2019年4月）
- 『きみと、波にのれたら』（エグゼグティブプロデューサー）（2019年6月）